# Kawaisugi Crisis
Kawaisugi Crisis (カワイスギクライシス Kawaisugi Kuraishisu?, lit. Crisis demasiado linda), también conocida como Too Cute Crisis en inglés, es una serie de manga japonés escrito e ilustrado por Mitsuru Kido. Se ha serializado en la revista Jump Square de Shūeisha desde el 4 de octubre de 2019, con sus capítulos recopilados en once volúmenes tankōbon hasta el momento. Una adaptación de la serie a anime producido por el estudio SynergySP se estrenará en abril de 2023.

## Argumento
Liza Luna es una extraterrestre del imperio espacial Azatos, una civilización avanzada con numerosos planetas bajo su control. Como miembro del equipo de exploración, Liza viene a investigar la Tierra como primer paso para su invasión. Al principio, quería destruir la Tierra debido a que su civilización estaba en un nivel mucho más bajo que el de ella, pero comienza a reconsiderar su plan después de pasar por un café y se encuentra con un gato, una criatura que es «demasiado linda» y no se podía encontrar en cualquier otro planeta del universo.

## Personajes
Liza Luna (リザ・ルーナ Riza Rūna?)
 Seiyū: Yumiri Hanamori
La protagonista de la serie, una chica del imperio espacial Azatos y miembro de su Equipo de Exploración Interestelar, Liza quería destruir la Tierra debido a su bajo nivel de civilización, pero vino a investigarla a pesar de todo. En su primer día en la Tierra, visita un café de gatos y se encuentra con un gato, una criatura desconocida para ella. Ella se sorprende por su «ternura» y se desmaya. Posteriormente, considera que la ternura de los gatos y otros animales es peligrosa y decide establecerse en la Tierra para estudiarlos.
Yozora (よぞら?)
 Seiyū: Aya Suzaki (vomic), Natsumi Fujiwara (anime)
El gato de Liza, un Curl Americano macho que fue encontrado abandonado bajo la lluvia y acogido por Liza. Yozora recibió su nombre por sus ojos amarillos y su cuerpo negro que se asemejan a las estrellas en el cielo nocturno. Quiere que Liza lo mime a fondo debido a su experiencia de haber sido abandonado una vez.
Kasumi Yanagi (矢薙 華澄 Yanagi Kasumi?)
 Seiyū: Aya Suzaki (vomic), Saya Aizawa (anime)
Una camarera que trabaja en Nyanday, un café para gatos que visitó Liza cuando llegó por primera vez a la Tierra. Le enseña a Liza sobre la Tierra y, a menudo, la acompaña cuando sale. Más adelante en la serie, se gana la confianza de los miembros del Equipo de Inspección Interestelar y es invitada a visitar su nave. Kasumi tiene un perro mascota llamado Masamune, un Golden retriever.
Seiji Mukai (向井 誠二 Mukai Seiji?)
 Seiyū: Fumiyoshi Shioya (vomic), Jin Ogasawara (anime)
Un empleado que trabaja en Nyanday que le enseña a Liza sobre gatos cuando visitó el café por primera vez. A Seiji le gustan los gatos y tiene un Maine Coon llamado Emily.
Garumi Lou (ガルミ・ルゥ Garumi Rū?)
 Seiyū: Ayasa Itō
Garumi y Rasta, miembro del Equipo de Inspección Interestelar, se conocieron por primera vez cuando eran más jóvenes y se convierten en compañeros de cuarto cuando se quedan en la Tierra. No podía recomponerse cuando ve animales lindos, pero mejora gradualmente después de pasar un tiempo en la Tierra. Después de ver la relación entre Liza y Yozora, decide adoptar una mascota y recibe un conejo llamado Hinata de Melhelm.
Rasta Cole (ラスタ・コール Rasuta Kōru?)
 Seiyū: Yume Miyamoto
Un miembro del equipo de exploración interestelar. Es alérgico a los gatos y conejos.
Amato Roy (アマト・ロイ Amato Roi?)
 Seiyū: Atsushi Kousaka (vomic), Yūichi Nakamura (anime)
El vice-capitán de la nave perteneciente al Equipo de Inspección Interestelar. Él y Liza tienen una relación de hermanos desde que eran jóvenes y tiene absoluta confianza en ella. Por un tiempo, piensa que los gatos son criaturas aterradoras según la información que recibe de Liza. Después de que se aclara el malentendido, le gustan los productos para gatos que Liza trae de la Tierra y los decora en su habitación.
Fianna Tierley (フィアナ・ティアリー Fiana Tiarī?)
 Seiyū: Riho Sugiyama (vomic), Reina Kondō (anime)
Fianna, miembro del equipo de exploración interestelar que se desempeña como directora de comunicaciones, es especialista en idiomas y pudo traducir los idiomas de la Tierra en una semana. Habiendo sido cautivada por los gatos después de ver a Yozora, sugiere al equipo que mantenga un animal de la Tierra en el barco y luego recibe un perro Pomerania llamado Riku como mascota.
Sasara Azuma (亜妻 ささら Azuma Sasara?)
 Seiyū: Miyu Tomita
Una estudiante de secundaria que no le teme a los extraterrestres ni a las criaturas espaciales. Su mascota es un erizo llamado Negimaru.
Mitsuhiko Azuma (亜妻 光彦 Azuma Mitsuhiko?)
 Seiyū: Hikaru Midorikawa
El abuelo de Sasara. Tiene un hámster como mascota llamado Mitsuro.

## Contenido de la obra

### Manga
Kawaisugi Crisis es escrito e ilustrado por Mitsuru Kido. Comenzó su serialización en la revista Jump Square de Shūeisha el 4 de octubre de 2019. Shūeisha recopila sus capítulos individuales en volúmenes tankōbon. El primer volumen se lanzó el 3 de abril de 2020. Se lanzaron cuatro vomics en el canal oficial de YouTube de Jump Square entre julio y octubre de 2021 para promocionar la serie, con Yumiri Hanamori como Liza Luna. Hasta el momento se han lanzado once volúmenes.
| Volúmenes de manga publicados | Volúmenes de manga publicados | Volúmenes de manga publicados |
| Número                        | Fecha de publicación          | ISBN                          |
| ----------------------------- | ----------------------------- | ----------------------------- |
| 1                             | 3 de abril de 2020            | ISBN 978-4-08-882262-4        |
| 2                             | 2 de octubre de 2020          | ISBN 978-4-08-882442-0        |
| 3                             | 2 de abril de 2021            | ISBN 978-4-08-882605-9        |
| 4                             | 4 de octubre de 2021          | ISBN 978-4-08-882811-4        |
| 5                             | 4 de abril de 2022            | ISBN 978-4-08-883084-1        |
| 6                             | 4 de octubre de 2022          | ISBN 978-4-08-883265-4        |
| 7                             | 4 de abril de 2023            | ISBN 978-4-08-883457-3        |
| 8                             | 4 de octubre de 2023          | ISBN 978-4-08-883672-0        |
| 9                             | 4 de abril de 2024            | ISBN 978-4-08-883892-2        |
| 10                            | 4 de octubre de 2024          | ISBN 978-4-08-884214-1        |
| 11                            | 4 de abril de 2025            | ISBN 978-4-08-884462-6        |

### Anime
El 27 de septiembre de 2022 se anunció una adaptación de la serie a anime producido por el estudio SynergySP. La serie está dirigida por Jun Hatori, con guiones escritos por Aya Satsuki, diseños de personajes a cargo de Mayumi Watanabe, música compuesta por Shun Narita y Yūsuke Seo. Se estrenará el 7 de abril de 2023 en Tokyo MX y otras redes. El tema final es "¡¡Nyanbori de Moffi!!" por DIALOGUE+. Sentai Filmworks obtuvo la licencia de la serie fuera de Asia, y lo transmitirá en Hidive.